# (11148) Einhardress
(11148) Einhardress (1997 XO8) – planetoida z grupy pasa głównego asteroid okrążająca Słońce w ciągu 3,83 lat w średniej odległości 2,45 j.a. Odkryta 7 grudnia 1997 roku.